# Alejandro Damián Domínguez
Alejandro Damián Domínguez (San Francisco Solano, Quilmes, Buenos Aires, Argentina, 10 de junio de 1981), conocido deportivamente como El Chori Domínguez, es un exfutbolista argentino. Se desempeñaba como mediocentro ofensivo y su último equipo fue el Rayo Vallecano.

## Trayectoria

### Inicios
Hizo inferiores en Lanús, y luego en Quilmes, donde debutó en 1999. Entre ese año y 2001 marcó 25 goles en 106 partidos. De 2001 a 2004 jugó 41 partidos en River Plate, donde marcó 11 goles y se consagró campeón en dos oportunidades además de haber conseguido un subcampeonato en la Copa Sudamericana 2003.

### Paso por Europa
De 2004 a 2006 jugó 63 partidos en el FC Rubín Kazán de la Liga Premier de Rusia, logrando 20 goles. Fue fichado por el FC Zenit San Petersburgo antes del comienzo de la temporada 2007 de la liga rusa por 7 millones de euros. En marzo de 2009, fue traspasado de nuevo al FC Rubín Kazán, donde tuvo excelentes actuaciones, que llamaron la atención de importantes equipos europeos.
En diciembre de 2009, tras terminar su contrato con el Rubín, ficha por el Valencia CF por tres temporadas. Su paso por el Valencia CF fue convulsionado, ya que el entrenador Unai Emery, decidió no contar con el jugador argentino.

### Regreso a River Plate
Tras el desafortunado descenso de River Plate, El Chori expresó su deseo de volver a River Plate, para ayudar al equipo a ascender a la Primera División.[cita requerida] El sábado 27 de agosto, en la tercera fecha de la Primera B Nacional 2011/12, convirtió su primer gol con la camiseta de River desde su regreso, contra Desamparados en la victoria de su equipo por 3-1. Volvió a marcar en la decimoquinta fecha esta vez frente a Guillermo Brown. Por el partido por los 32.os de final de la Copa Argentina, frente a Defensores de Belgrano marcó el gol de victoria por 1-0. Metió su primer gol en el retorno al Monumental por la vigésima fecha frente a Independiente Rivadavia en la victoria 3-0. Volvió a marcar frente a Aldosivi en un empate 1-1. Al final de la temporada consigue el objetivo del equipo de volver a la Primera División. Luego de una polémica pelea entre Matias Almeyda y Daniel Passarella, Domínguez, junto a Fernando Cavenaghi no son más tenidos en cuenta y se retiran de la institución.[cita requerida]

### Rayo Vallecano
En agosto de 2012 tras no ser tenido en cuenta nuevamente por el Valencia CF, se le concede la carta de libertad y ficha por el Rayo Vallecano de Madrid (España). Donde jugó una temporada disputando 33 partidos y marcando 5 goles con la camiseta del Rayo.

### Olympiakos
El 2 de julio de 2013 se hace oficial su llegada al Olympiacos FC por carta de libertad y firma por las siguientes 2 temporadas. El 16 de marzo de 2014, y a falta de 5 fechas para finalizar el campeonato de la liga, el Chori y sus compañeros, entre ellos Javier Saviola, dan la vuelta olímpica tras un 2-0 frente al Panthrakikos FC, luego de haber realizado una temporada notable.[¿según quién?]
Luego de un gran paso por el club donde fue capitán y logró cosechar varios títulos, se desvinculo del equipo en junio de 2017.

### Regreso al Rayo Vallecano
El 7 de agosto de 2017, a sus 36 años, se oficializa su llegada al club español en condición de libre para jugar en la segunda división. La vuelta del futbolista a Vallecas provocó la "Chori race", "la primera carrera popular por el fichaje de un futbolista", con salida en el lugar donde se fundó el Rayo Vallecano para posteriormente dar varias vueltas al campo de fútbol de Vallecas. 
Tras no haber renovado el contrato con el Rayo Vallecano, el futbolista argentino confirmó el 27 de junio en un programa de televisión que decidió retirarse del fútbol para pasar más tiempo con su familia.

## Selección nacional
Ha sido internacional con la selección de fútbol de Argentina sub-20. Fue campeón de la  Copa Mundial de Fútbol Sub-20 de 2001 disputada en Argentina, donde sufrió una grave lesión en el partido de cuartos de final ante Francia.

### Participaciones en Copas del Mundo juveniles
| Mundial                       | Sede      | Resultado |
| ----------------------------- | --------- | --------- |
| Mundial de Fútbol Sub-20 2001 | Argentina | Campeón   |

## Estadísticas

### Como jugador
| Club | Div             | Temporada     | Liga  | Liga  | Liga   | Copas nacionales(1) | Copas nacionales(1) | Copas nacionales(1) | Torneos internacionales(2) | Torneos internacionales(2) | Torneos internacionales(2) | Total | Total | Total  | Media goleadora(3) |
| Club | Div             | Temporada     | Part. | Goles | Asist. | Part.               | Goles               | Asist.              | Part.                      | Goles                      | Asist.                     | Part. | Goles | Asist. | Media goleadora(3) |
| --- | --------------- | ------------- | ----- | ----- | ------ | ------------------- | ------------------- | ------------------- | -------------------------- | -------------------------- | -------------------------- | ----- | ----- | ------ | ------------------ |
| Quilmes AC Argentina |                 |               |       |       |        |                     |                     |                     |                            |                            |                            |       |       |        |                    |
| 2.ª | 1998-99         | 9             | 0     | 0     | —      | —                   | —                   | —                   | —                          | —                          | 9                          | 0     | 0     | 0,00   |                    |
| 2.ª | 1999-00         | 35            | 2     | 5     | —      | —                   | —                   | —                   | —                          | —                          | 35                         | 2     | 5     | 0,06   |                    |
| 2.ª | 2000-01         | 26            | 6     | 11    | —      | —                   | —                   | —                   | —                          | —                          | 26                         | 6     | 11    | 0,23   |                    |
| Total club | Total club      | 70            | 8     | 16    | 0      | 0                   | 0                   | 0                   | 0                          | 0                          | 70                         | 8     | 16    | 0,11   |                    |
| River Plate Argentina |                 |               |       |       |        |                     |                     |                     |                            |                            |                            |       |       |        |                    |
| 1.ª | 2001-02         | 2             | 2     | 3     | —      | —                   | —                   | 7                   | 2                          | 2                          | 9                          | 4     | 5     | 0,44   |                    |
| 1.ª | 2002-03         | 15            | 5     | 4     | —      | —                   | —                   | 1                   | 0                          | 0                          | 16                         | 5     | 4     | 0,31   |                    |
| 1.ª | 2003            | 10            | 2     | 2     | —      | —                   | —                   | 6                   | 0                          | 1                          | 16                         | 2     | 3     | 0,13   |                    |
| Total 1.ª etapa | Total 1.ª etapa | 27            | 9     | 9     | 0      | 0                   | 0                   | 14                  | 2                          | 3                          | 41                         | 11    | 12    | 0,27   |                    |
| Rubin Kazán · Rusia |                 |               |       |       |        |                     |                     |                     |                            |                            |                            |       |       |        |                    |
| 1.ª | 2004            | 18            | 2     | 3     | 3      | 0                   | 1                   | 1                   | 0                          | 0                          | 22                         | 2     | 4     | 0,09   |                    |
| 1.ª | 2005            | 22            | 6     | 4     | 2      | 0                   | 0                   | —                   | —                          | —                          | 24                         | 6     | 4     | 0,25   |                    |
| 1.ª | 2006            | 23            | 13    | 10    | 4      | 2                   | 1                   | 3                   | 2                          | 0                          | 30                         | 17    | 11    | 0,56   |                    |
| Total 1.ª etapa | Total 1.ª etapa | 63            | 21    | 17    | 9      | 2                   | 2                   | 4                   | 2                          | 0                          | 76                         | 25    | 19    | 0,33   |                    |
| FK Zenit · Rusia |                 |               |       |       |        |                     |                     |                     |                            |                            |                            |       |       |        |                    |
| 1.ª | 2007            | 24            | 3     | 4     | 4      | 3                   | 3                   | 7                   | 0                          | 3                          | 35                         | 6     | 10    | 0,17   |                    |
| 1.ª | 2008            | 22            | 4     | 6     | 1      | 0                   | 0                   | 6                   | 0                          | 2                          | 29                         | 4     | 8     | 0,13   |                    |
| Total club | Total club      | 46            | 7     | 10    | 5      | 3                   | 3                   | 13                  | 0                          | 5                          | 64                         | 10    | 18    | 0,15   |                    |
| Rubin Kazán · Rusia |                 |               |       |       |        |                     |                     |                     |                            |                            |                            |       |       |        |                    |
| 1.ª | 2009            | 23            | 16    | 7     | 2      | 0                   | 0                   | 6                   | 2                          | 1                          | 31                         | 18    | 8     | 0,58   |                    |
| Total club | Total club      | 86            | 37    | 24    | 11     | 2                   | 2                   | 10                  | 4                          | 1                          | 107                        | 43    | 27    | 0,40   |                    |
| Valencia CF · España |                 |               |       |       |        |                     |                     |                     |                            |                            |                            |       |       |        |                    |
| 1.ª | 2010            | 13            | 0     | 2     | 1      | 0                   | 0                   | —                   | —                          | —                          | 14                         | 0     | 2     | 0,00   |                    |
| 1.ª | 2010-11         | 9             | 0     | 1     | 1      | 0                   | 0                   | 6                   | 1                          | 2                          | 16                         | 1     | 3     | 0,06   |                    |
| Total club | Total club      | 22            | 0     | 3     | 2      | 0                   | 0                   | 6                   | 1                          | 2                          | 30                         | 1     | 5     | 0,03   |                    |
| River Plate Argentina | 2.ª             | 2011-12       | 34    | 4     | 11     | 2                   | 1                   | 0                   | —                          | —                          | —                          | 36    | 5     | 11     | 0,17               |
| River Plate Argentina | Total club      | Total club    | 61    | 13    | 20     | 2                   | 1                   | 0                   | 14                         | 2                          | 3                          | 77    | 16    | 23     | 0,22               |
| Rayo Vallecano · España |                 |               |       |       |        |                     |                     |                     |                            |                            |                            |       |       |        |                    |
| 1.ª | 2012-13         | 33            | 5     | 7     | —      | —                   | —                   | —                   | —                          | —                          | 33                         | 5     | 7     | 0,15   |                    |
| PAE Olympiacos · Grecia |                 |               |       |       |        |                     |                     |                     |                            |                            |                            |       |       |        |                    |
| 1.ª | 2013-14         | 23            | 5     | 11    | 7      | 3                   | 0                   | 8                   | 3                          | 0                          | 38                         | 11    | 11    | 0,28   |                    |
| 1.ª | 2014-15         | 30            | 15    | 12    | 5      | 0                   | 1                   | 8                   | 2                          | 3                          | 48                         | 18    | 16    | 0,37   |                    |
| 1.ª | 2015-16         | 18            | 5     | 3     | 4      | 2                   | 0                   | 5                   | 0                          | 1                          | 27                         | 7     | 4     | 0,14   |                    |
| 1.ª | 2016-17         | 11            | 3     | 1     | 2      | 0                   | 0                   | 5                   | 1                          | 0                          | 18                         | 4     | 1     | 0,22   |                    |
| Total club | Total club      | 81            | 28    | 27    | 19     | 5                   | 1                   | 26                  | 6                          | 4                          | 128                        | 40    | 32    | 0,31   |                    |
| Rayo Vallecano · España | 2.ª             | 2017-18       | 19    | 2     | 3      | 1                   | 0                   | 0                   | —                          | —                          | —                          | 20    | 2     | 3      | 0,10               |
| Rayo Vallecano · España | Total club      | Total club    | 52    | 7     | 10     | 1                   | 0                   | 0                   | 0                          | 0                          | 0                          | 53    | 7     | 10     | 0,13               |
| Total carrera | Total carrera   | Total carrera | 418   | 100   | 103    | 38                  | 11                  | 6                   | 69                         | 13                         | 15                         | 525   | 124   | 124    | 0,24               |
| (1) La copa nacional se refiere a la Copa de Rusia, Supercopa de Rusia, Copa del Rey, Copa Argentina y Copa de Grecia. (2) La copa internacional se refiere a la Copa Libertadores, Copa Mercosur, Copa Sudamericana, Europa League, Supercopa de Europa y Champions League . (3) No incluye datos de partidos amistosos ni categorías inferiores. |                 |               |       |       |        |                     |                     |                     |                            |                            |                            |       |       |        |                    |

## Palmarés

### Campeonatos nacionales
| Título                     | Club                     | Ciudad       | Año     |
| -------------------------- | ------------------------ | ------------ | ------- |
| Primera División           | River Plate              | Buenos Aires | C-2002  |
| Primera División           | River Plate              | Bahía Blanca | C-2003  |
| Liga Premier de Rusia      | Zenit de San Petersburgo | Rámenskoye   | 2007    |
| Supercopa de Rusia         | Zenit de San Petersburgo | Moscú        | 2008    |
| Liga Premier de Rusia      | Rubin Kazán              | Kazán        | 2009    |
| Primera B Nacional         | River Plate              | Buenos Aires | 2011/12 |
| Superliga de Grecia        | Olympiacos de El Pireo   | El Pireo     | 2013/14 |
| Superliga de Grecia        | Olympiacos de El Pireo   | El Pireo     | 2014/15 |
| Copa de Grecia             | Olympiacos de El Pireo   | Atenas       | 2014/15 |
| Superliga de Grecia        | Olympiacos de El Pireo   | El Pireo     | 2015/16 |
| Superliga de Grecia        | Olympiacos de El Pireo   | El Pireo     | 2016/17 |
| Segunda División de España | Rayo Vallecano           | Madrid       | 2017/18 |

### Campeonatos internacionales
| Título                   | Club                     | Sede         | Año     |
| ------------------------ | ------------------------ | ------------ | ------- |
| Copa Mundial Sub-20      | Argentina sub-20         | Buenos Aires | 2001    |
| Preolímpico Sudamericano | Argentina sub-23         | Viña del Mar | 2004    |
| Copa de la UEFA          | Zenit de San Petersburgo | Mánchester   | 2007/08 |
| Supercopa de Europa      | Zenit de San Petersburgo | Mónaco       | 2008    |

### Distinciones individuales
| Distinción                                                            | Año  |
| --------------------------------------------------------------------- | ---- |
| Mejor jugador extranjero de la Liga Rusa por la revista Sport Express | 2006 |
| Mejor jugador de la Liga Rusa por la Unión del Fútbol de Rusia        | 2009 |
| Equipo ideal de Grecia                                                | 2014 |